# Doorloper (puzzel)

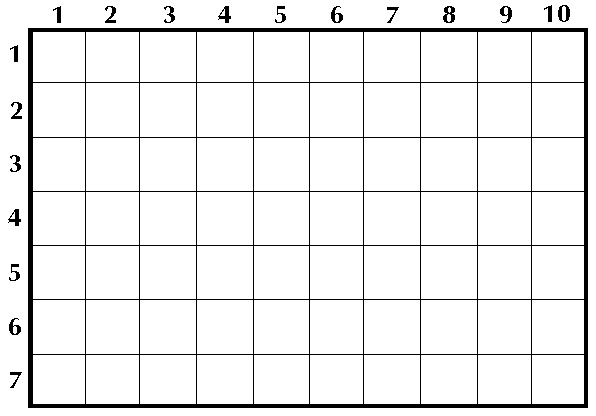
doorloper

Een doorloper is een type puzzel, waarbij de in te vullen woorden achter elkaar worden ingevuld. Het diagram ziet eruit zoals bij een kruiswoordpuzzel, maar dan zonder de zwarte vakjes. In de omschrijvingen wordt doorgaans niet gemeld hoe lang de woorden zijn, zodat in het begin enkel van het eerste of het laatste omschreven woord bekend is waar het precies moet worden ingevuld. Doorlopers ontstonden waarschijnlijk als variant van de kruiswoordpuzzel. De doorloper werd in de dertiger jaren van de twintigste eeuw bedacht door de redacteur van Denksport, Ger Goedegebuure. 
De omschrijvingen worden per regel en kolom genummerd, en worden voor de woorden in de horizontale regels en verticale kolommen gegeven. Soms worden de omschrijvingen zelfs niet per rij en kolom genummerd, dit wordt een geheel doorlopende doorloper genoemd. Door het ontbreken van zwarte vakjes is het oplossen van doorlopers lastiger dan van kruiswoordpuzzels. Het is dan ook aan te bevelen om te beginnen met 'zekere' oplossingswoorden vanaf de rand van het diagram.

## Moeilijkheid
De Nederlandse puzzeluitgeverij Denksport heeft doorlopers in vijf verschillende moeilijkheidsgradaties, lopend van 3 tot 7 sterren. De Vlaamse uitgeverij 'De Puzzelaar' heeft doorlopers van 3 sterren.
Aanvulpuzzel
· anagrampuzzel
· citaatpuzzel
· cryptogram
· doorloper
· droedel
· filippine
· hartbrekerpuzzel
· kruiswoordpuzzel
· paardensprong
· paspuzzel
· pentagrampuzzel
· petpuzzel
· rebus
· scrabble
· slashpuzzel
· spiraalpuzzel
· taartpuzzel
· weefpuzzel
· woordritsen
· woordladder
· woordvlechten
· woordworm
· woordzoeker
· wordfeud
· wordle
· wurdian
· Zweedse puzzel